# Saint-Sever-de-Rustan
Pour les articles homonymes, voir Saint-Sever (homonymie).
Saint-Sever-de-Rustan est une commune française située dans le nord du département des Hautes-Pyrénées, en région Occitanie.
Sur le plan historique et culturel, la commune est dans l’ancien comté de Bigorre, comté historique des Pyrénées françaises et de Gascogne. Exposée à un climat de montagne, elle est drainée par l'Arros, le Lurus, le Lanénos et par divers autres petits cours d'eau. La commune possède un patrimoine naturel remarquable composé de deux zones naturelles d'intérêt écologique, faunistique et floristique.
Saint-Sever-de-Rustan est une commune rurale qui compte 158 habitants en 2022, après avoir connu un pic de population de 569 habitants en 1836. Elle fait partie de l'aire d'attraction de Tarbes. Ses habitants sont appelés les Rustanais ou  Rustanaises.

## Géographie

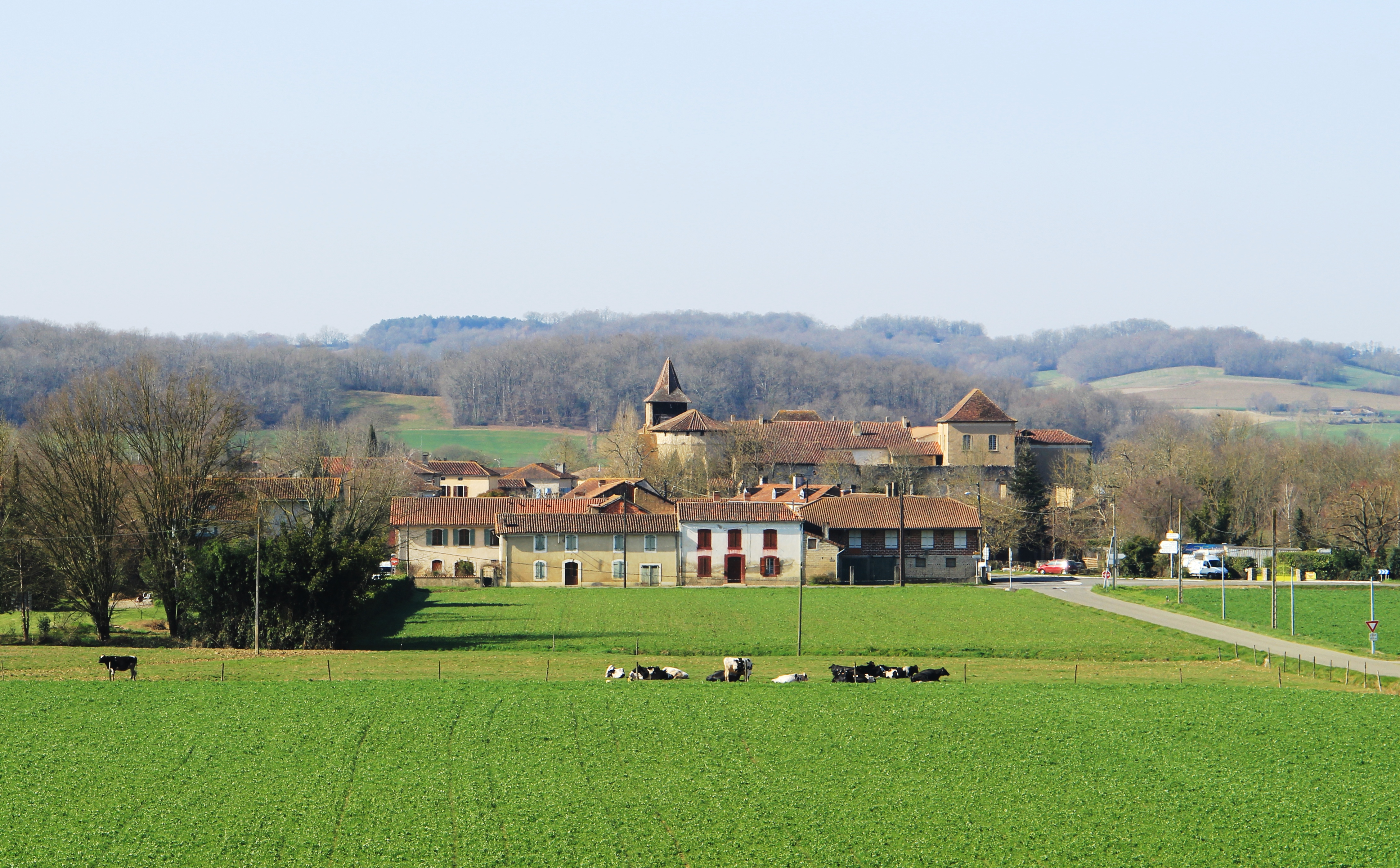
Vue générale du village en hiver.

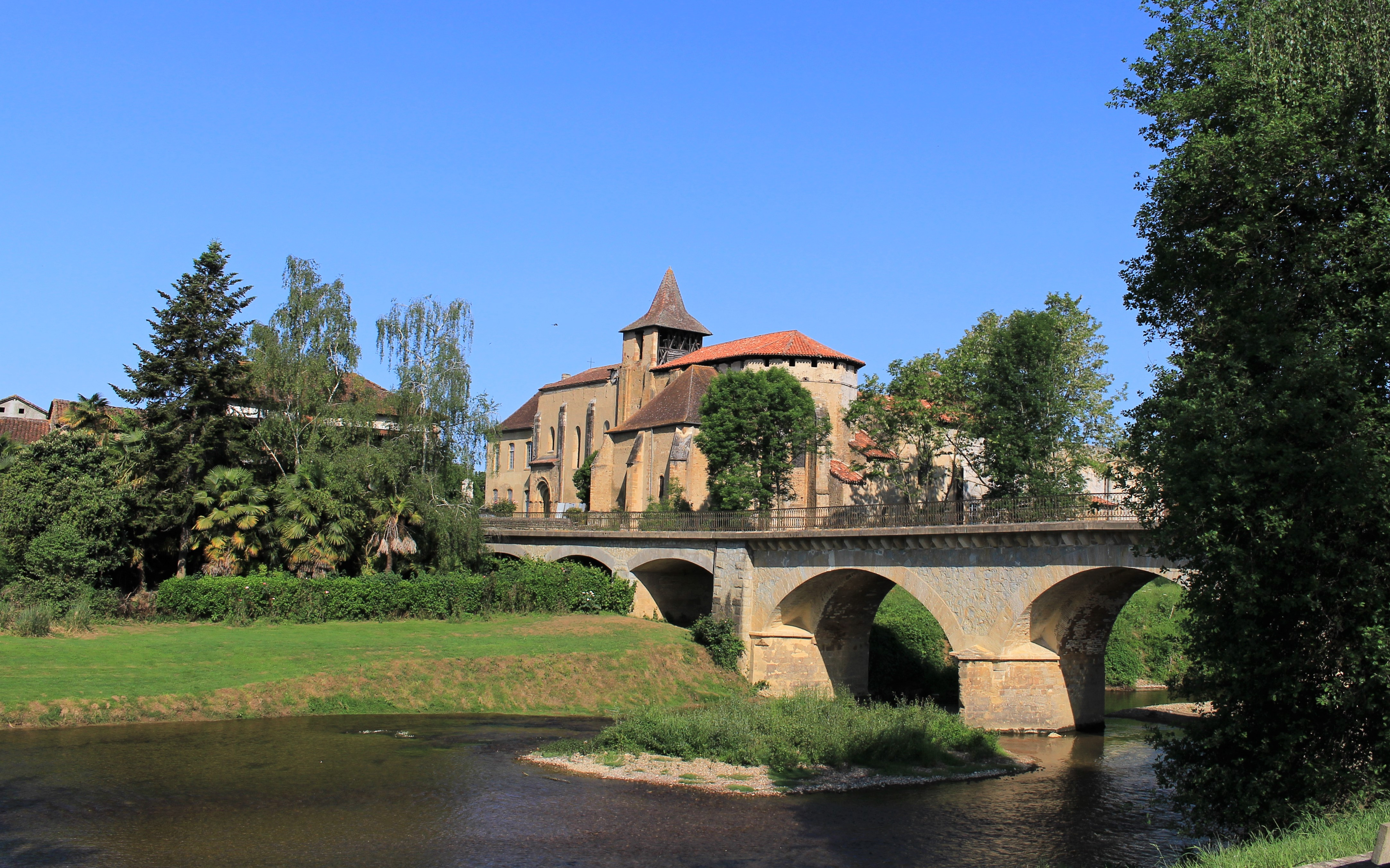
Vue de l'abbaye.

### Localisation
La commune de Saint-Sever-de-Rustan se trouve dans le département des Hautes-Pyrénées, en région Occitanie.
Elle se situe à 18 km à vol d'oiseau de Tarbes, préfecture du département, et à 20 km de Maubourguet, bureau centralisateur du canton du Val d'Adour-Rustan-Madiranais dont dépend la commune depuis 2015 pour les élections départementales.
La commune fait en outre partie du bassin de vie de Vic-en-Bigorre.
Les communes les plus proches sont : 
Moumoulous (1,7 km), Laméac (2,1 km), Mansan (2,9 km), Montégut-Arros (3,0 km), Fréchède (3,2 km), Sénac (3,4 km), Peyrun (3,6 km), Jacque (3,6 km).
Sur le plan historique et culturel, Saint-Sever-de-Rustan fait partie de l’ancien comté de Bigorre, comté historique des Pyrénées françaises et de Gascogne créé au IXe siècle puis rattaché au domaine royal en 1302, inclus ensuite au comté de Foix en 1425 puis une nouvelle fois rattaché au royaume de France en 1607. La commune est dans le pays de Tarbes et de la Haute Bigorre.
| Sénac  | Montégut-Arros (Gers) | Moumoulous, Fréchède |
| Mansan | Saint-Sever-de-Rustan | Mazerolles           |
| Peyrun | Laméac                | Bouilh-Devant        |

### Hydrographie

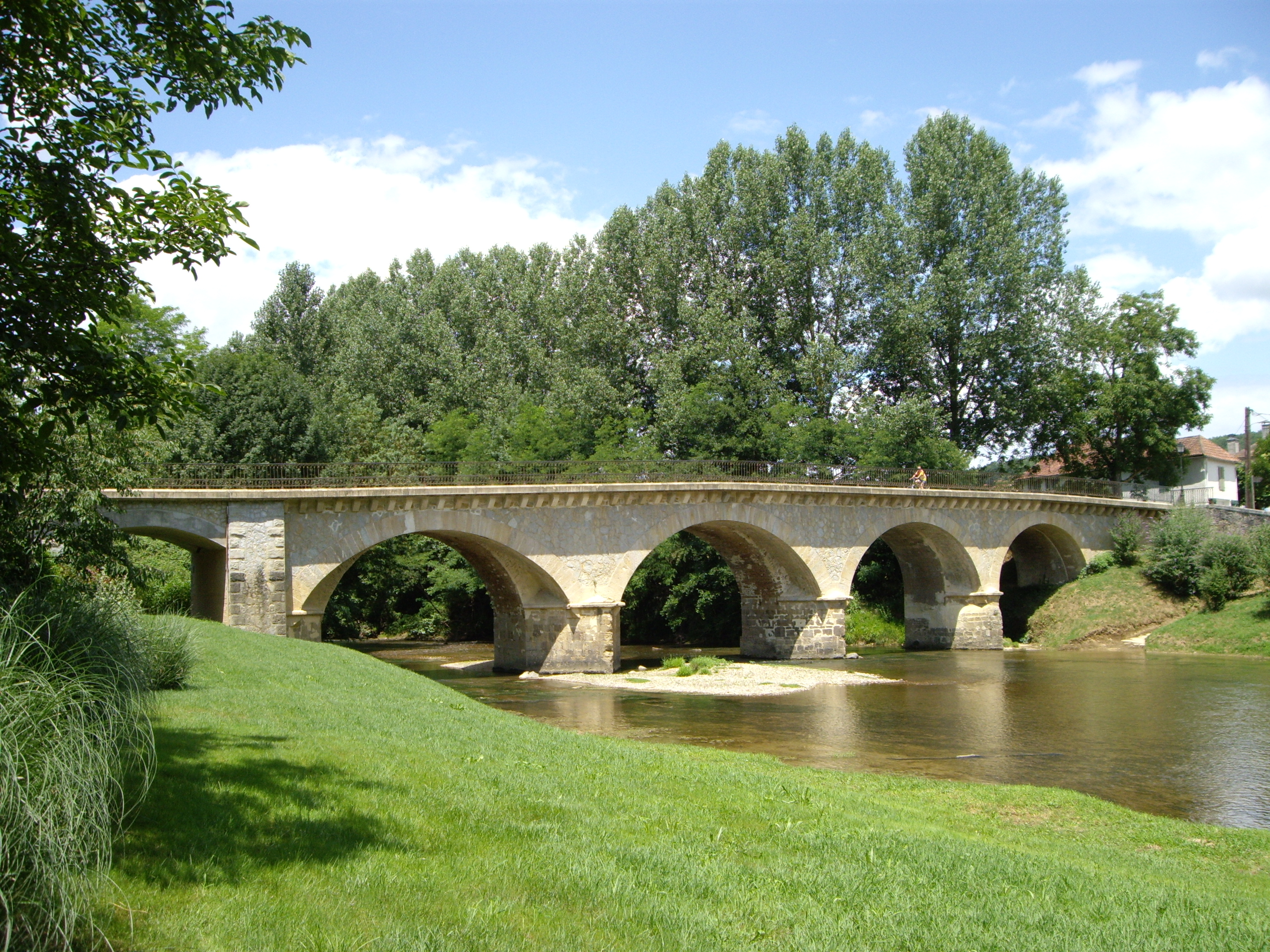
Pont sur l'Arros.

La rivière de l'Arros (affluent droit de l'Adour) traverse la commune  du sud au nord au centre du bourg.
        
Le ruisseau de Lanénos traverse la commune du sud au nord et forme une partie de la limite ouest avec les communes de Peyrun, Sénac et Mansan.
        
Le ruisseau  de Lurus, affluent droit de l'Arros, traverse la commune  du sud au nord.
        
Le ruisseau de Savaric, affluent droit du Lurus, traverse  la commune d’est en ouest  et forme une partie de la limite sud-est avec la commune de  Bouilh-Devant.
       
Le ruisseau du Busquet traverse  la commune d’est en ouest et forme une partie de la limite nord avec le département du Gers.

### Climat
Le climat qui caractérise la commune est qualifié, en 2010, de « climat des marges montargnardes », selon la typologie des climats de la France qui compte alors huit grands types de climats en métropole. En 2020, la commune ressort du type « climat de montagne » dans la classification établie par Météo-France, qui ne compte désormais, en première approche, que cinq grands types de climats en métropole. Pour ce type de climat, la température décroît rapidement en fonction de l'altitude. On observe une nébulosité minimale en hiver et maximale en été. Les vents et les précipitations varient notablement selon le lieu.
Les paramètres climatiques qui ont permis d’établir la typologie de 2010 comportent six variables pour les températures et huit pour les précipitations, dont les valeurs correspondent à la normale 1971-2000. Les sept principales variables caractérisant la commune sont présentées dans l'encadré ci-après.
| Paramètres climatiques communaux sur la période 1971-2000 - Moyenne annuelle de température : 13 °C - Nombre de jours avec une température inférieure à −5 °C : 1,4 j - Nombre de jours avec une température supérieure à 30 °C : 7 j - Amplitude thermique annuelle : 14,8 °C - Cumuls annuels de précipitation : 979 mm - Nombre de jours de précipitation en janvier : 10,6 j - Nombre de jours de précipitation en juillet : 7,3 j |

Avec le changement climatique, ces variables ont évolué. Une étude réalisée en 2014 par la Direction générale de l'Énergie et du Climat complétée par des études régionales prévoit en effet que la  température moyenne devrait croître et la pluviométrie moyenne baisser, avec toutefois de fortes variations régionales. Ces changements peuvent être constatés sur la station météorologique de Météo-France la plus proche, « Castelvieilh », sur la commune de Castelvieilh, mise en service en 1988 et qui se trouve à 8 km à vol d'oiseau,, où la température moyenne annuelle est de 13,6 °C et la hauteur de précipitations de 931,6 mm pour la période 1981-2010.
Sur la station météorologique historique la plus proche, « Tarbes-Lourdes-Pyrénées », sur la commune d'Ossun, mise en service en 1946 et à 28 km, la température moyenne annuelle évolue de 12,2 °C pour la période 1971-2000, à 12,6 °C pour 1981-2010, puis à 12,9 °C pour 1991-2020.

### Milieux naturels et biodiversité

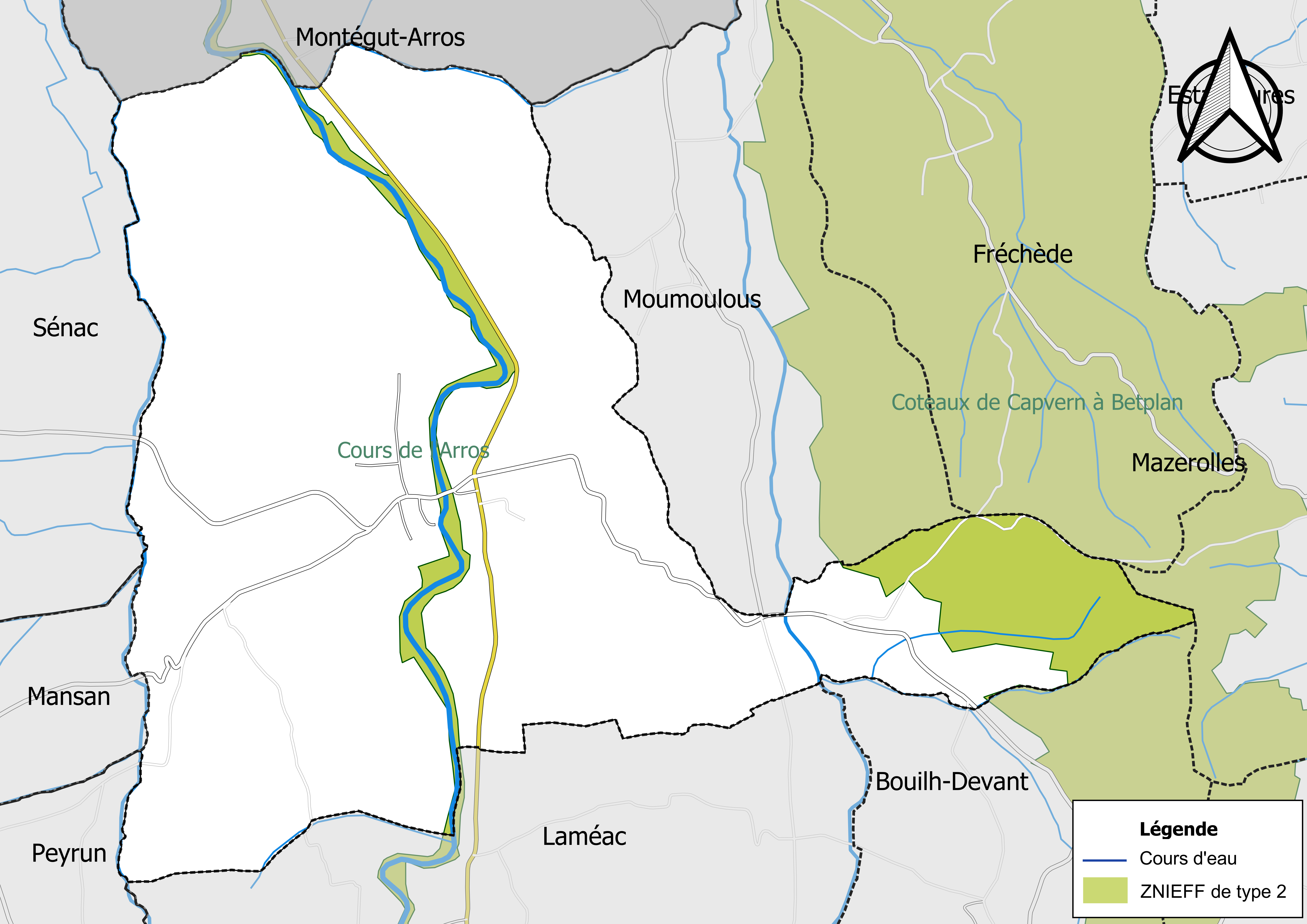
Carte des ZNIEFF de type 2 localisées sur la commune.

L’inventaire des zones naturelles d'intérêt écologique, faunistique et floristique (ZNIEFF) a pour objectif de réaliser une couverture des zones les plus intéressantes sur le plan écologique, essentiellement dans la perspective d’améliorer la connaissance du patrimoine naturel national et de fournir aux différents décideurs un outil d’aide à la prise en compte de l’environnement dans l’aménagement du territoire.
Deux ZNIEFF de type 2 sont recensées sur la commune :
- les « coteaux de Capvern à Betplan » (10 246 ha), couvrant 46 communes dont huit dans le Gers et 38 dans les Hautes-Pyrénées[19] ;
- le « cours de l'Arros » (1 675 ha), couvrant 41 communes dont 20 dans le Gers et 21 dans les Hautes-Pyrénées[20].

## Urbanisme

### Typologie
Au 1er janvier 2024, Saint-Sever-de-Rustan est catégorisée commune rurale à habitat dispersé, selon la nouvelle grille communale de densité à sept niveaux définie par l'Insee en 2022.
Elle est située hors unité urbaine. Par ailleurs la commune fait partie de l'aire d'attraction de Tarbes, dont elle est une commune de la couronne,. Cette aire, qui regroupe 153 communes, est catégorisée dans les aires de 50 000 à moins de 200 000 habitants,.

### Occupation des sols
L'occupation des sols de la commune, telle qu'elle ressort de la base de données européenne d’occupation biophysique des sols Corine Land Cover (CLC), est marquée par l'importance des territoires agricoles (72,9 % en 2018), une proportion identique à celle de 1990 (72,9 %). La répartition détaillée en 2018 est la suivante : 
terres arables (42,7 %), forêts (27,1 %), zones agricoles hétérogènes (24,7 %), prairies (5,5 %).
L'IGN met par ailleurs à disposition un outil en ligne permettant de comparer l’évolution dans le temps de l’occupation des sols de la commune (ou de territoires à des échelles différentes). Plusieurs époques sont accessibles sous forme de cartes ou photos aériennes : la carte de Cassini (XVIIIe siècle), la carte d'état-major (1820-1866) et la période actuelle (1950 à aujourd'hui).

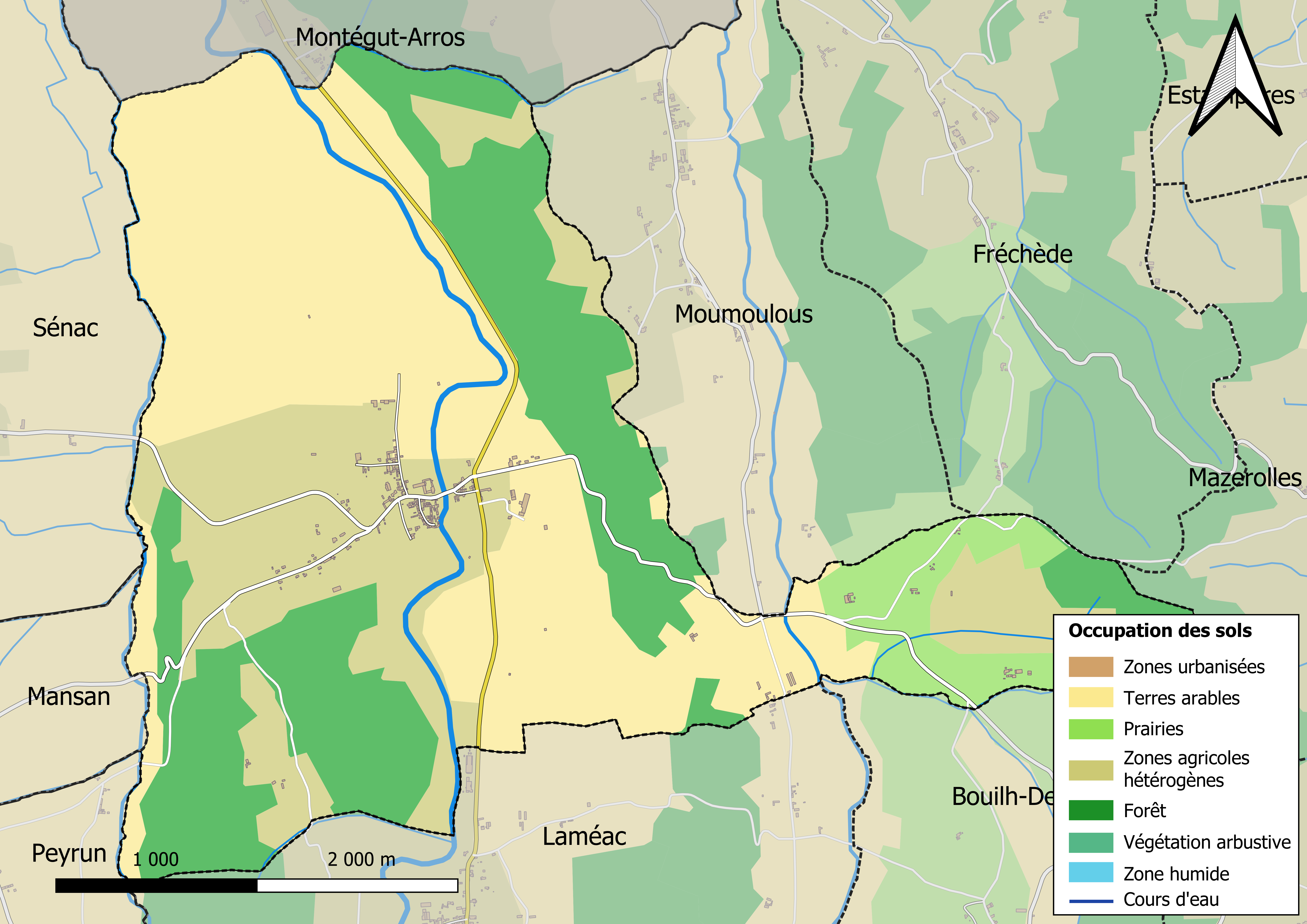
Carte des infrastructures et de l'occupation des sols en 2018 (CLC) de la commune.
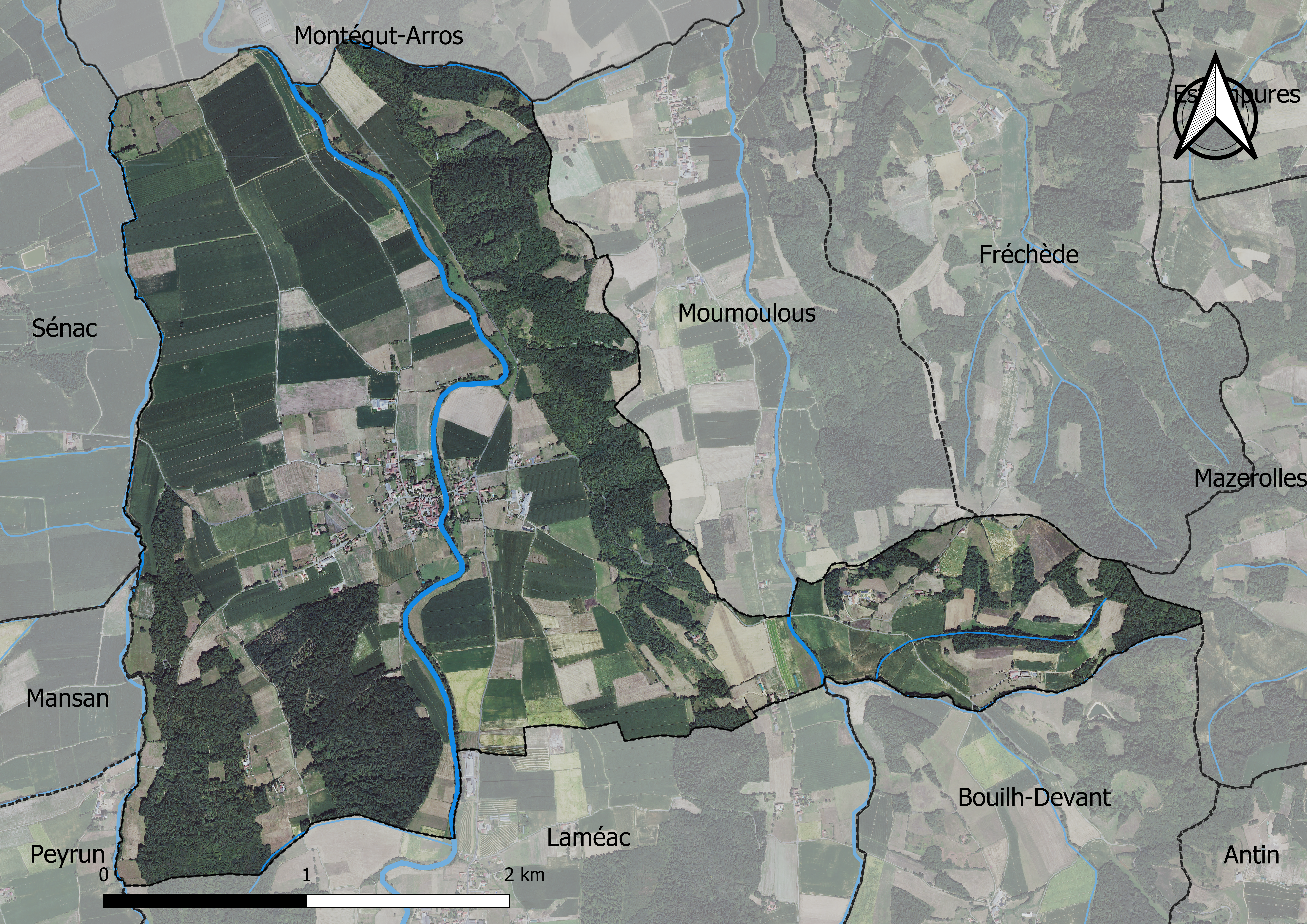
Carte orthophotogrammétrique de la commune.

### Logement
En 2012, le nombre total de logements dans la commune est de 91.

Parmi ces logements, 72,0 % sont des résidences principales, 15,7 % des résidences secondaires et 12,3 % des logements vacants.

### Voies de communication et transports
Cette commune est desservie par les routes départementales D 6, D 14 et D 27.

### Risques majeurs
Le territoire de la commune de Saint-Sever-de-Rustan est vulnérable à différents aléas naturels : météorologiques (tempête, orage, neige, grand froid, canicule ou sécheresse), inondations, mouvements de terrains et séisme (sismicité modérée). Un site publié par le BRGM permet d'évaluer simplement et rapidement les risques d'un bien localisé soit par son adresse soit par le numéro de sa parcelle.
Certaines parties du territoire communal sont susceptibles d’être affectées par le risque d’inondation par débordement de cours d'eau, notamment l'Arros, le Lanénos et le Lurus. La cartographie des zones inondables en ex-Midi-Pyrénées réalisée dans le cadre du XIe Contrat de plan État-région, visant à informer les citoyens et les décideurs sur le risque d’inondation, est accessible sur le site de la DREAL Occitanie. La commune a été reconnue en état de catastrophe naturelle au titre des dommages causés par les inondations et coulées de boue survenues en 1982, 1999, 2009 et 2018,.
Saint-Sever-de-Rustan est exposée au risque de feu de forêt. Un plan départemental de protection des forêts contre les incendies a été approuvé par arrêté préfectoral le 21 avril 2020 pour la période 2020-2029. Le précédent couvrait la période 2007-2017. L’emploi du feu est régi par deux types de réglementations. D’abord le code forestier et l’arrêté préfectoral du 27 octobre 2014, qui réglementent l’emploi du feu à moins de 200 m des espaces naturels combustibles sur l’ensemble du département. Ensuite celle établie dans le cadre de la lutte contre la pollution de l’air, qui interdit le brûlage des déchets verts des particuliers. L’écobuage est quant à lui réglementé dans le cadre de commissions locales d’écobuage (CLE).

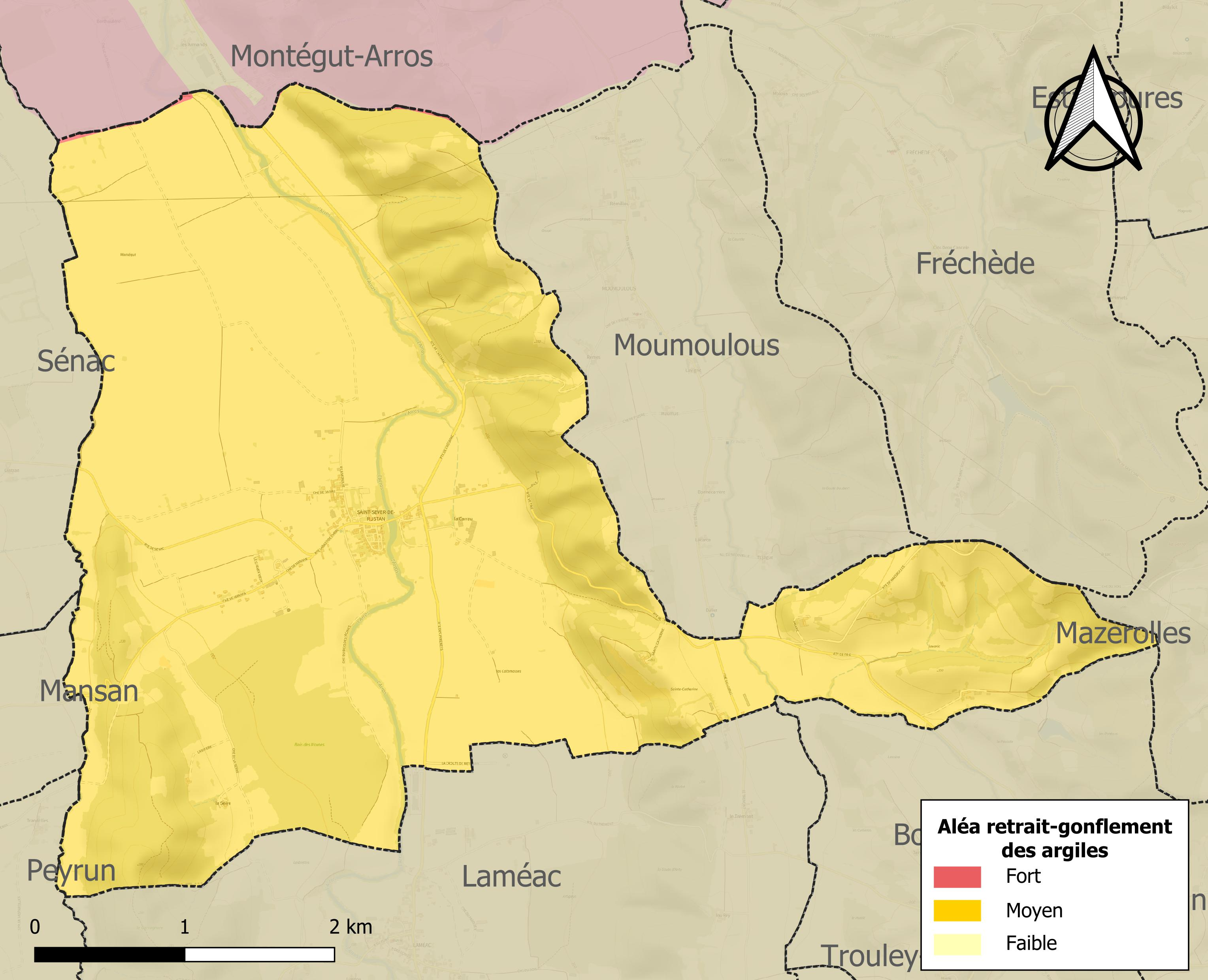
Carte des zones d'aléa retrait-gonflement des sols argileux de Saint-Sever-de-Rustan.

Les mouvements de terrains susceptibles de se produire sur la commune sont des tassements différentiels.
Le retrait-gonflement des sols argileux est susceptible d'engendrer des dommages importants aux bâtiments en cas d’alternance de périodes de sécheresse et de pluie. La totalité de la commune est en aléa moyen ou fort (44,5 % au niveau départemental et 48,5 % au niveau national). Sur les 90 bâtiments dénombrés sur la commune en 2019, 90 sont en aléa moyen ou fort, soit 100 %, à comparer aux 75 % au niveau départemental et 54 % au niveau national. Une cartographie de l'exposition du territoire national au retrait gonflement des sols argileux est disponible sur le site du BRGM,.
Par ailleurs, afin de mieux appréhender le risque d’affaissement de terrain, l'inventaire national des cavités souterraines permet de localiser celles situées sur la commune.
Concernant les mouvements de terrains, la commune a été reconnue en état de catastrophe naturelle au titre des dommages causés par des mouvements de terrain en 1999.

## Toponymie

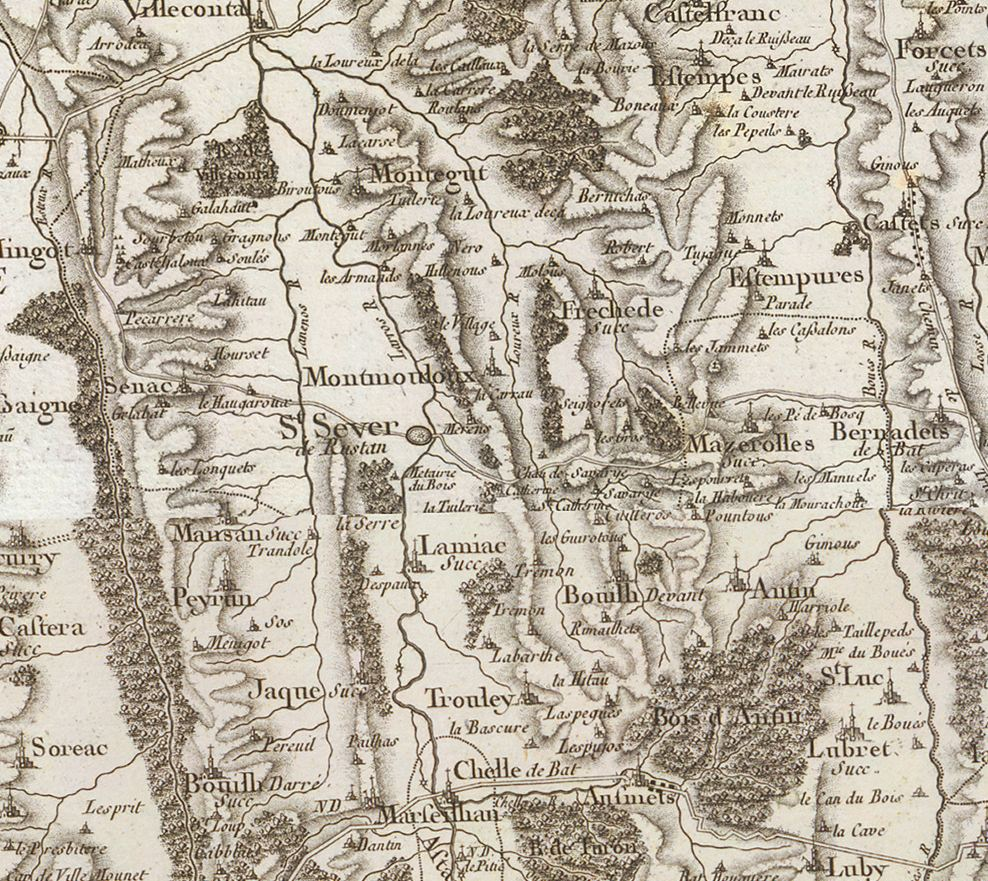
Extrait de la carte de Cassini (entre 1756 et 1789) situant Saint-Sever-de-Rustan.

On trouvera les principales informations dans le Dictionnaire toponymique des communes des Hautes-Pyrénées de Michel Grosclaude et Jean-François Le Nail qui rapporte les dénominations historiques du village :
Dénominations historiques :
- S. Seueri Russitanensis, latin (1022, Marca, Histoire de Béarn) ;
- Monasterium sancti Severi confessoris, in valle Rostanensi, in loco Albiciaco situm, in episcopatu Tarbensi, in comitatu Bigorritano, latin (1087-1091, Cartulaire de Saint-Victor de Marseille et bulle d'Urbain-II) ;
- Abbate de Sancto Severo de Rosta, latin et gasc. (entre 1153 et 1190, cartulaire Berdoues) ;
- Forto de Sent Scever, latin et gascon (ibid.) ;
- Apud Sanctum Severum, monachi Sancti Severi, latin (1235, cartulaire Berdoues) ;
- Sencever (1285, montre Bigorre) ;
- de Sancto Severio de Rostano, latin (1300, enquête Bigorre) ;
- De Sancto Severo, latin (1342, pouillé Tarbes) ;
- De Sancto Severio, latin (1379, procuration Tarbes) ;
- Sent Seuer (1429, censier Bigorre) ;
- Saint-Sever, 1737, 1738, 1740-1743 ; Saint-Sever de Rostain, 1739 ; Saint-Sever de Rustan, 1744-1789 (registres paroissiaux) ;
- Saint-Sever-de-Rustan (1790, Département 1 et 2 ; 1806, Laboulinière) ;
- St Sever de Rustan (fin XVIIIe siècle, carte de Cassini).

Étymologie : du gascon Sent Sever, du latin Sanctus Severus (gentilice romain très répandu).
Nom occitan : Sent Sever d'Arrostanh.

## Histoire

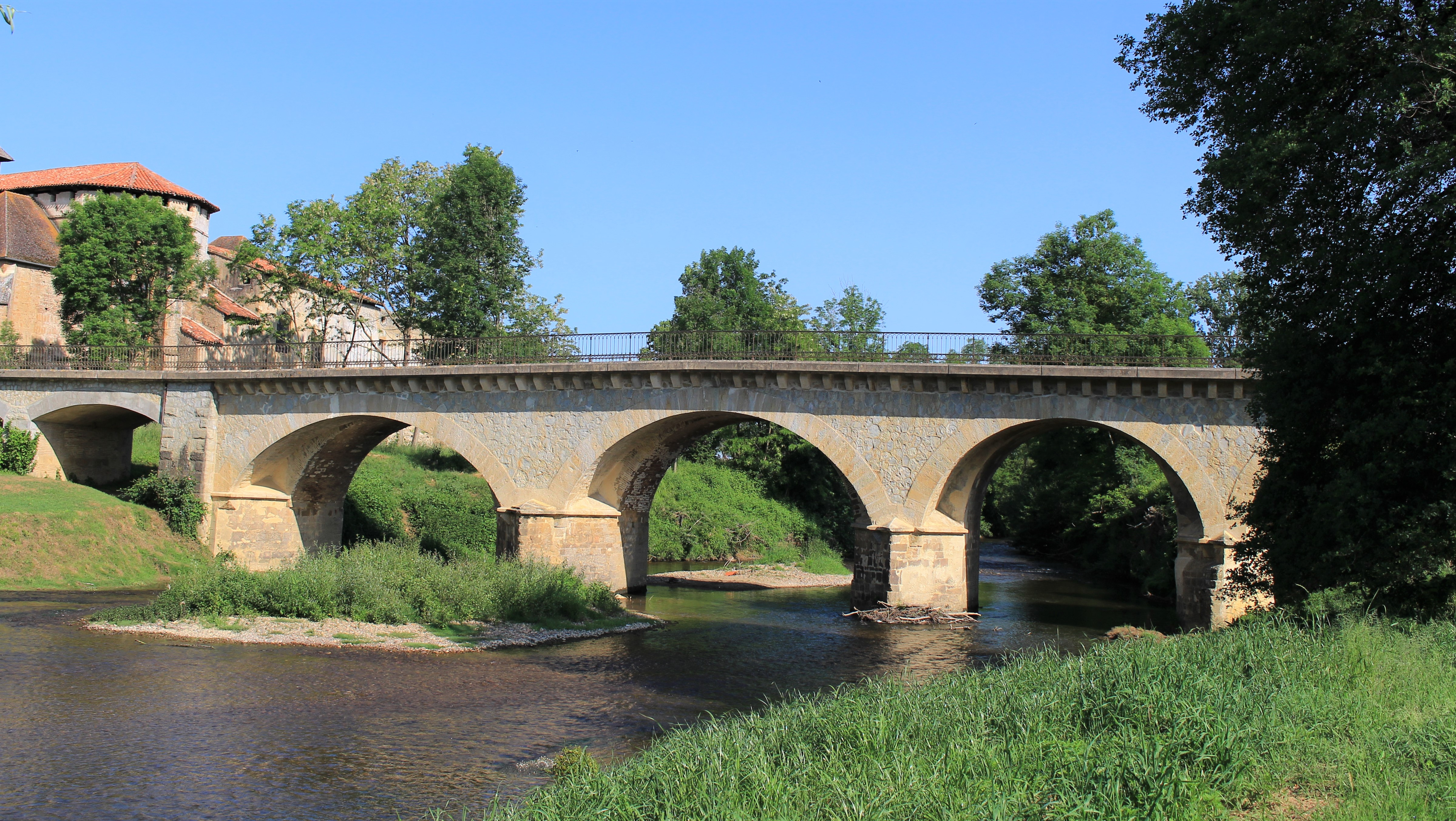
Le pont sur l'Arros.

Le site est peuplé dès le Néolithique.
À l'époque gallo-romaine, le domaine s'appelait probablement Abiciacum (''domaine d'Avitus'').
Severus (Saint Sever) (Ve siècle ou vers 500 ?), issu de famille noble, fut prêtre d'une paroisse de Bigorre . Grégoire de Tours louait sa charité et son amour de la pauvreté (De Gloria Confessorum, 49-50). Il avait fondé deux paroisses sur des villas lui appartenant ; l'une d'elles se nommait Sexciacum ; un autre prêtre, saint Justin, y fut enterré ; Sever desservait aussi une autre paroisse bigourdane située à 30 kilomètres de là ; cette paroisse pourrait être Albiciacum ou Abiciacum, c'est-à-dire Saint-Sever-de-Rustan ; Sever fut enterré dans une de ces deux églises. Son corps reposa à Saint-Sever de Rustan ou y fut apporté depuis l'autre église (Sexciacum). Son tombeau (un sarcophage de marbre noir) attirait de nombreux pèlerins et des moines bénédictins y édifient l'abbaye vers 700. Sever était fêté au XIVe siècle le 1er août, ce qui correspond au 14 août du calendrier civil actuel. Il ne doit pas être confondu avec le prétendu martyr Severus du Cap-de-Gascogne (Saint-Sever dans les Landes), qui est une pure invention médiévale et n'a jamais existé. Ce sont les reliques de Severus et de saint Justin à Saint-Sever-de-Rustan qui ont été dérobées ou transférées dans l'abbaye landaise pour faire croire à la fable du « martyr » Severus, fable inventée probablement à la fin du Xe siècle ou au début du XIe siècle par l'évêque de Gascogne Arsieu ou par Grégoire de Montaner [réf. souhaitée].
Certains hagiographes se sont demandé si Severus n'était pas Sulpice-Sévère, le biographe de saint Martin, auquel cas l'une des deux églises fondées par Severus pourrait avoir été celle de Primuliacum (L. Ricaud, ''Sulpice-Sévère et sa villa de Primuliac à Saint-Sever-de-Rustan'', 1914 ; Rosweyde, in ''Paulini Nolani opera'', éd. Couterot-Guérin, Paris 1685 ; ''Notae'', p. 60).
En 1022, on note que le village est nommé S. Seueri Russitanensis.
La bastide est fondée à proximité de l'abbaye en 1297. Avec son marché et sa justice, elle prétend au titre de ville ce qui lui fait valoir le sobriquet de Bourgès (bourgeois).
C'est l'apogée du développement de la ville.
Mais les guerres de Religion mettent un terme à la prospérité de la cité. En 1573, l'abbaye ainsi que la bastide sont ravagées par le capitaine protestant Lysier, fils d'un charcutier de Montauban, qui pille tout ce qui est précieux et détruit le reste.
Au XVIIIe siècle, l'abbaye prend son aspect et sa taille actuels.
Pendant la Révolution, la ville s'appelle Rostaing.

### Cadastre napoléonien de Saint-Sever-de-Rustan
Le plan cadastral napoléonien de Saint-Sever-de-Rustan est consultable sur le site des archives départementales des Hautes-Pyrénées.

## Politique et administration

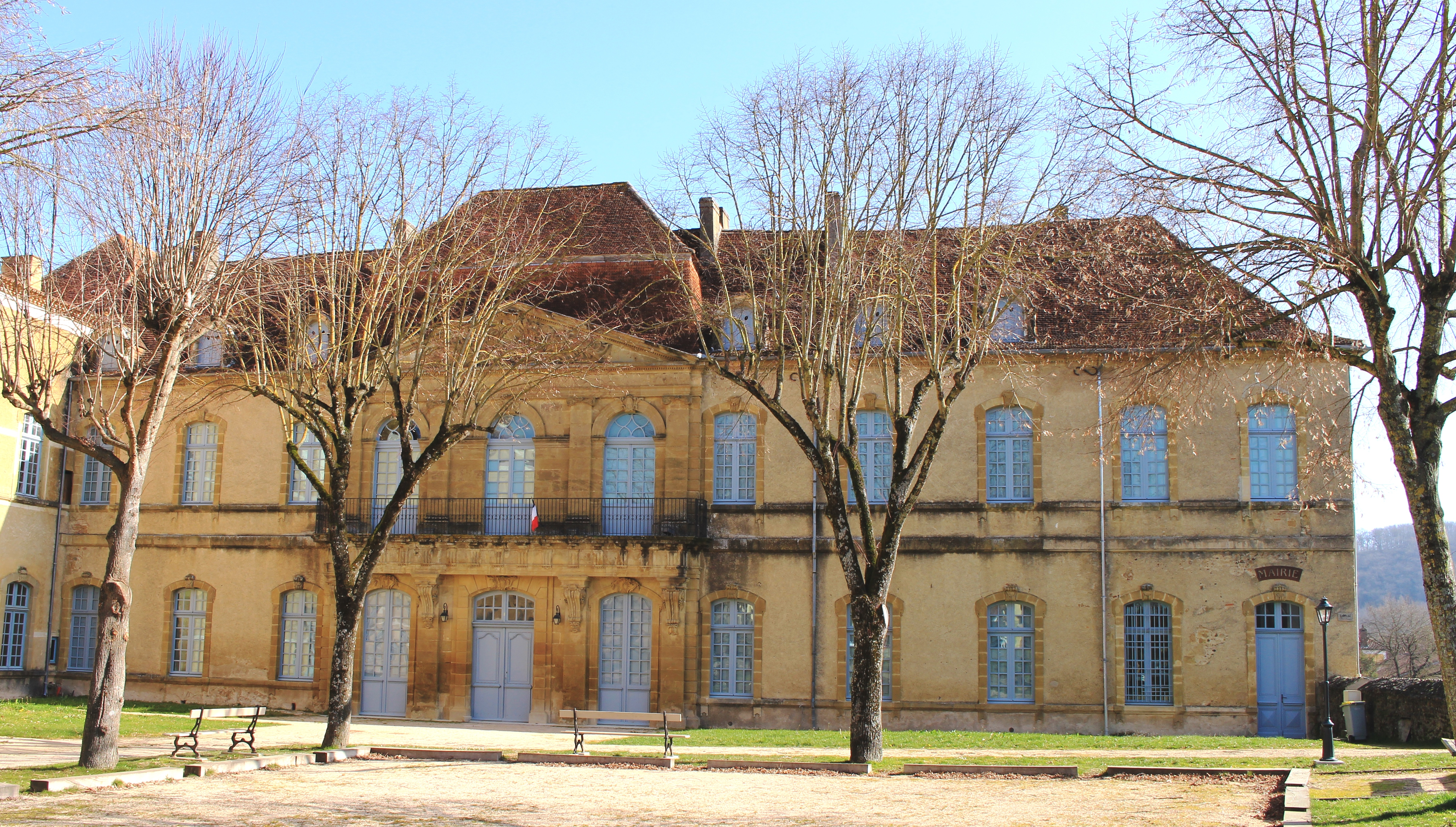
La mairie en 2019.

### Liste des maires
| Période                                  | Période   | Identité          | Étiquette | Qualité |
| ---------------------------------------- | --------- | ----------------- | --------- | ------- |
| Les données manquantes sont à compléter. |           |                   |           |         |
|                                          |           |                   |           |         |
| mars 1995                                | mars 2001 | Robert Laurent    |           |         |
| mars 2001                                | En cours  | Jean-Pierre Curdi |           |         |

### Rattachements administratifs et électoraux

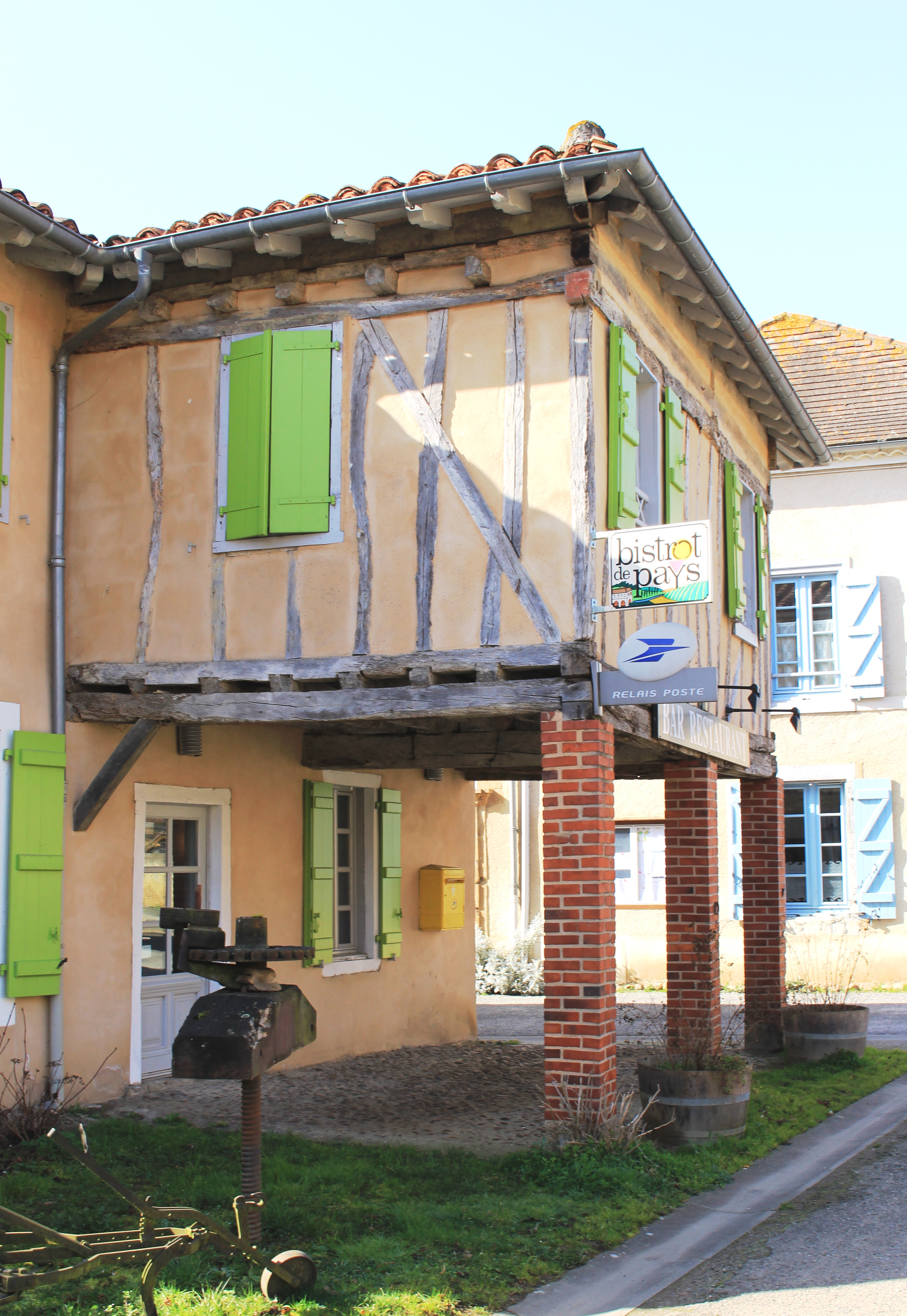
La Poste en 2019.

#### Historique administratif
Sénéchaussée de Toulouse, élection d'Astarac, chef-lieu de canton en 1790, Rabastens (depuis 1801).

#### Intercommunalité
Saint-Sever-de-Rustan appartient à la communauté de communes Adour Madiran créée en janvier 2017 qui a la particularité de réunir 72 communes de Bigorre et Béarn.

### Services publics
La commune de Saint-Sever-de-Rustan dispose d'une agence postale.

## Population et société

### Démographie

#### Évolution démographique
| 1793 | 1800 | 1806 | 1821 | 1831 | 1836 | 1841 | 1846 | 1851 |
| ---- | ---- | ---- | ---- | ---- | ---- | ---- | ---- | ---- |
| 510  | 455  | 441  | 519  | 561  | 569  | 529  | 517  | 523  |

| 1856 | 1861 | 1866 | 1876 | 1881 | 1886 | 1891 | 1896 | 1901 |
| ---- | ---- | ---- | ---- | ---- | ---- | ---- | ---- | ---- |
| 517  | 510  | 450  | 516  | 530  | 530  | 412  | 408  | 303  |

| 1906 | 1911 | 1921 | 1926 | 1931 | 1936 | 1946 | 1954 | 1962 |
| ---- | ---- | ---- | ---- | ---- | ---- | ---- | ---- | ---- |
| 304  | 288  | 243  | 220  | 217  | 205  | 209  | 195  | 194  |

| 1968 | 1975 | 1982 | 1990 | 1999 | 2005 | 2006 | 2010 | 2015 |
| ---- | ---- | ---- | ---- | ---- | ---- | ---- | ---- | ---- |
| 159  | 142  | 119  | 140  | 137  | 150  | 151  | 157  | 173  |

| 2020 | 2022 | - | - | - | - | - | - | - |
| ---- | ---- | - | - | - | - | - | - | - |
| 161  | 158  | - | - | - | - | - | - | - |

### Enseignement

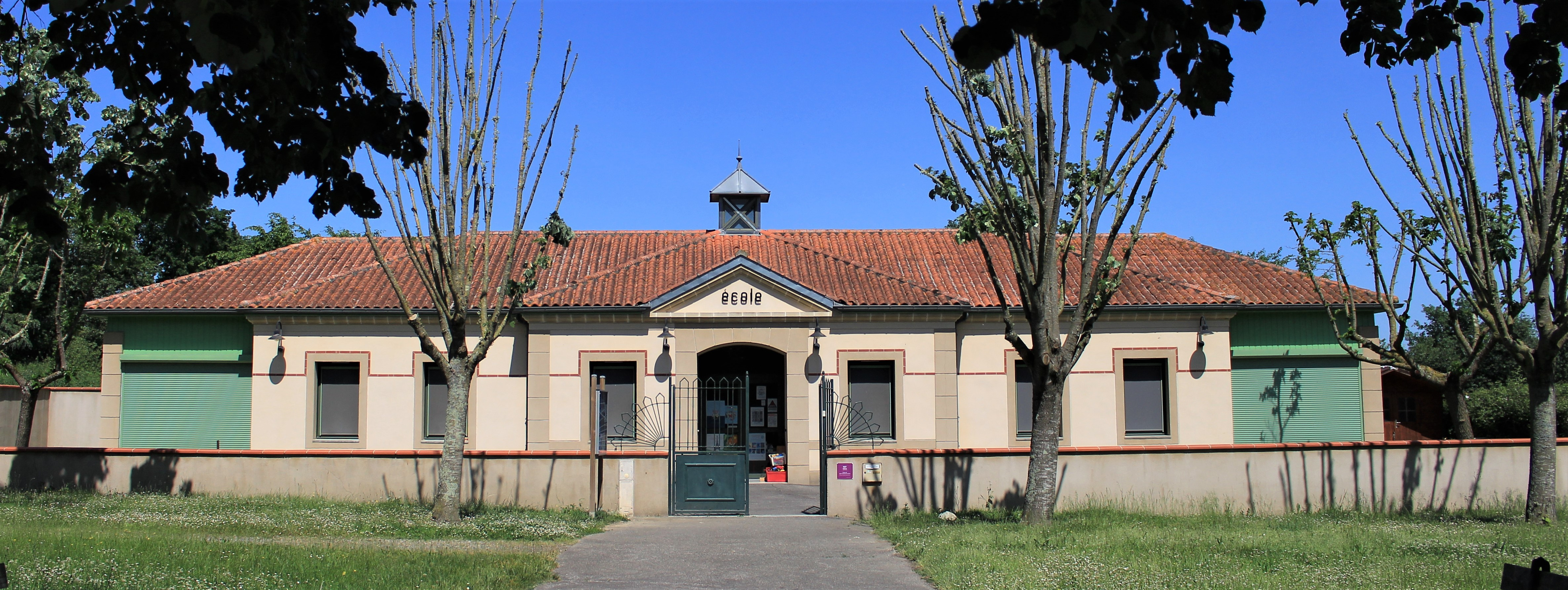
L'école maternelle en 2022.

La commune dépend de l'académie de Toulouse. Elle dispose d’une école en 2017.
- École maternelle.

## Économie

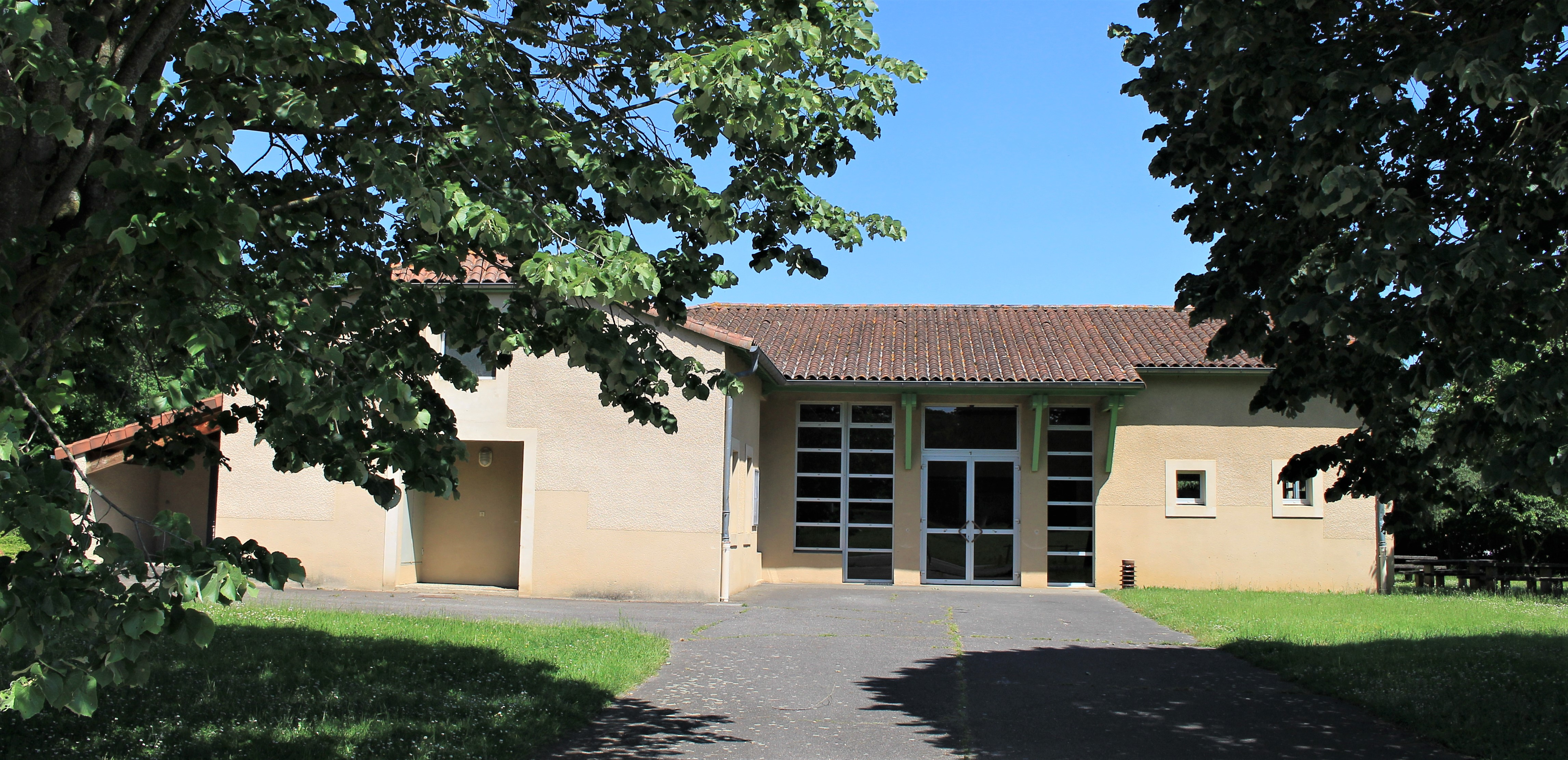
Le foyer rural en 2022.

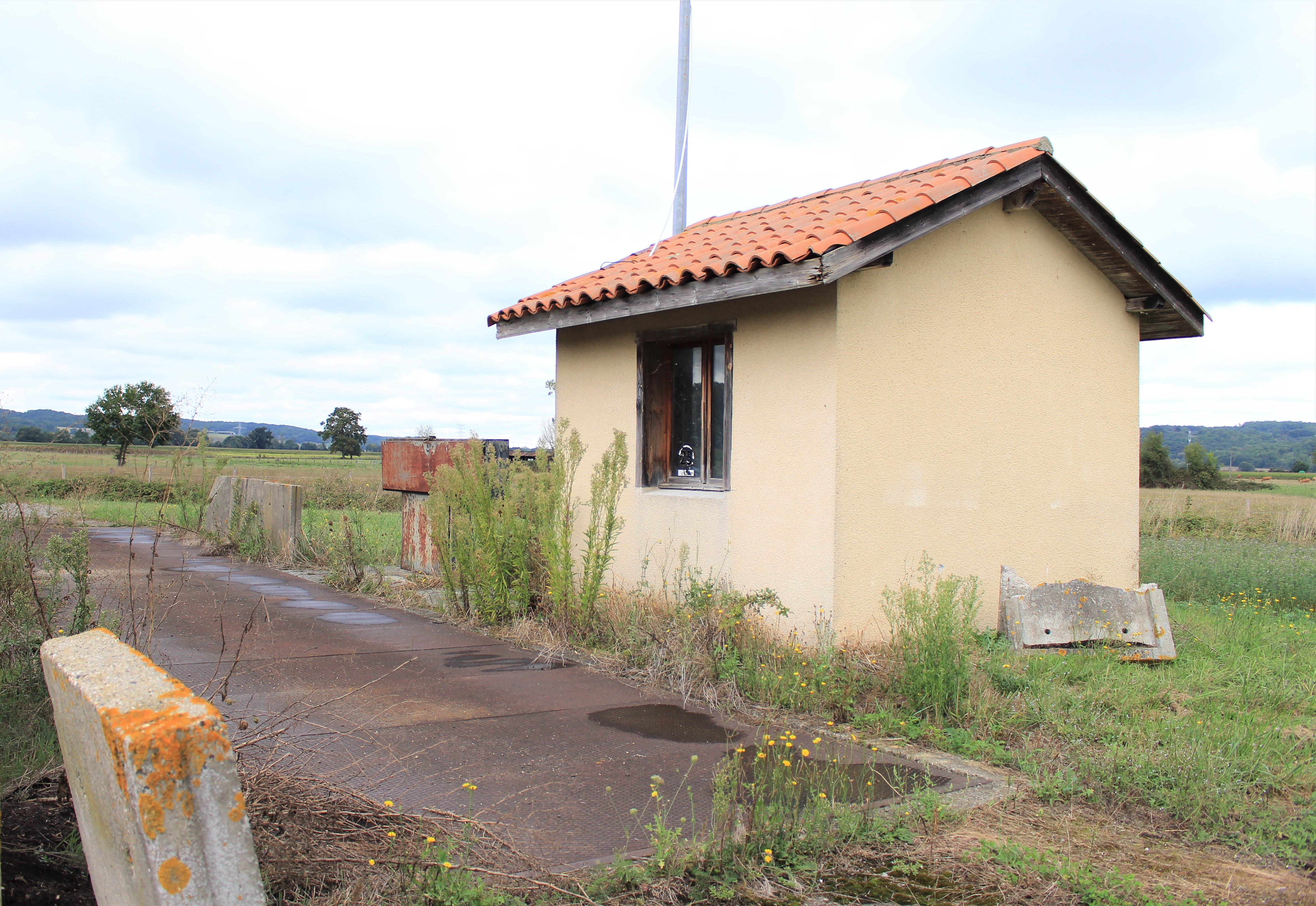
L'ancienne bascule en 2023.

### Revenus
En 2018, la commune compte 71 ménages fiscaux, regroupant 160 personnes. La médiane du revenu disponible par unité de consommation est de 20 060 € (20 420 € dans le département).

### Emploi
|                | 2008   | 2013  | 2018  |
| -------------- | ------ | ----- | ----- |
| Commune        | 14,1 % | 8,1 % | 5,7 % |
| Département    | 7,7 %  | 9,4 % | 9,8 % |
| France entière | 8,3 %  | 10 %  | 10 %  |

En 2018, la population âgée de 15 à 64 ans s'élève à 111 personnes, parmi lesquelles on compte 76,4 % d'actifs (70,8 % ayant un emploi et 5,7 % de chômeurs) et 23,6 % d'inactifs,. En  2018, le taux de chômage communal (au sens du recensement) des 15-64 ans est inférieur à celui de la France et du département, alors qu'en 2008 la situation était inverse.
La commune fait partie de la couronne de l'aire d'attraction de Tarbes, du fait qu'au moins 15 % des actifs travaillent dans le pôle,. Elle compte 29 emplois en 2018, contre 23 en 2013 et 22 en 2008. Le nombre d'actifs ayant un emploi résidant dans la commune est de 79, soit un indicateur de concentration d'emploi de 37,4 % et un taux d'activité parmi les 15 ans ou plus de 59,1 %.
Sur ces 79 actifs de 15 ans ou plus ayant un emploi, 20 travaillent dans la commune, soit 25 % des habitants. Pour se rendre au travail, 81,3 % des habitants utilisent un véhicule personnel ou de fonction à quatre roues, 6,7 % s'y rendent en deux-roues, à vélo ou à pied et 12 % n'ont pas besoin de transport (travail au domicile).

## Culture locale et patrimoine

### Lieux et monuments

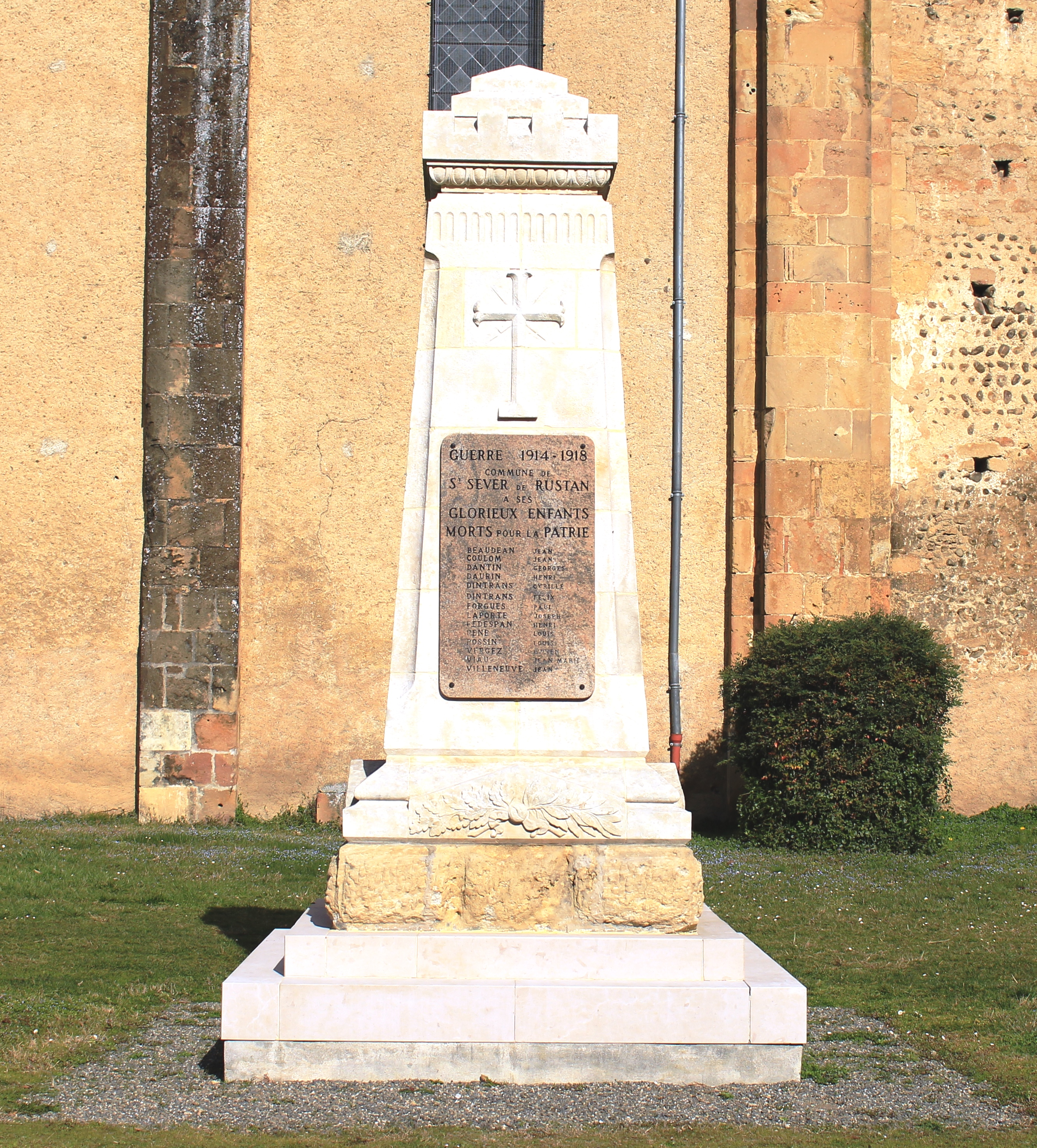
Le monument aux morts municipal.

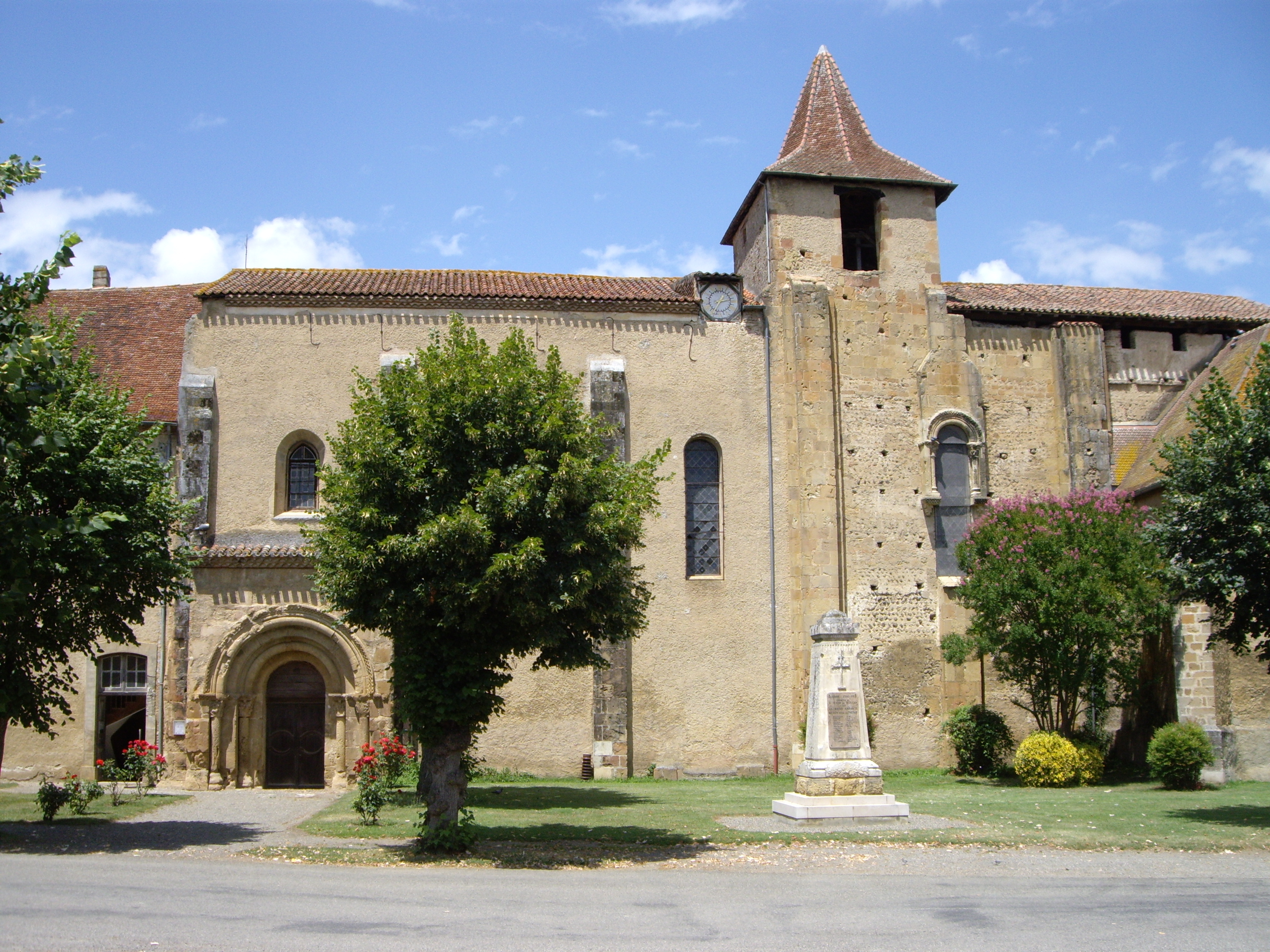
L'abbaye et monument aux morts.

L’abbaye bénédictine de Saint-Sever, fondée vers l'an 800 et rattachée à Cluny au IXe siècle est aujourd'hui un lieu d'expositions et de concerts. Elle a été classée à l'inventaire de monuments historiques en 1914. Elle se caractérise par une architecture monumentale qui tient plus du palais que de l'abbaye. Le cloître de l'abbaye a été acheté par la ville de Tarbes au XIXe siècle et se trouve actuellement dans le jardin Massey.

Les maisons à colombages associent le bois, la brique crue, la brique cuite et les galets bruns de l'Arros.

### Héraldique
| Blason | Blasonnement : D'azur à trois fleurs de lys mal ordonnées d'or. Commentaires : Confirmation de la mairie : blason attribué à la bastide de Saint-Sever par Philippe IV le Bel en 1297 à condition que les fleurs de lys soient mal ordonnées. |